# Alkippe (Amazone)
Alkippe (altgriechisch Ἀλκίππη Alkíppē) ist eine Amazone der griechischen Mythologie.
Im Herakles-Mythos gehört sie zum Gefolge der Amazonenkönigin Hippolyte und wird im Kampf von dem Helden Herakles getötet, als er in seiner neunten Aufgabe den Zaubergürtel Hippolytes zu rauben sucht.
Im 1. vorchristlichen Jahrhundert nennt der griechische Geschichtsschreiber Diodor sie als einzige Amazone, die einen Keuschheitsschwur geleistet hat.